# Jezioro Wolskie (starorzecze Sanu)
Jezioro Wolskie – starorzecze Sanu znajdujące się w Wolinie. Można tu spotkać rzadkie gatunki roślin m.in. orzech wodny i osokę aloesowatą.